# Liga 1 Feminin
Die Liga 1 Feminin ist die höchste Spielklasse im Frauenfußball in Rumänien.
Die rumänische Fußballmeisterschaft der Frauen wurde 1990 erstmals national ausgetragen. In der Divizia A als höchster Spielklasse starteten 12 Vereine; 30 Vereine traten in der Divizia B, aufgeteilt auf drei Staffeln, an. Zur Saison 2006/07 erfolgte jedoch die Umbenennung in Liga 1 Feminin, da eine weitere Verwendung des bisherigen Namens aufgrund einer anderweitigen Markenregistrierung nicht möglich war. Zur Saison 2013/14 wurde zwischenzeitlich die Superliga als höchste Spielklasse eingeführt, wodurch die zweithöchste Spielklasse nun Liga 1 Feminin hieß. Zur Saison 2017/18 wurde dieser Schritt jedoch wieder rückgängig gemacht. Seit der Saison 2023/24 trägt die Liga offiziell den Namen SuperLiga Feminină durch eine Sponsoring-Vereinbarung mit dem Sportwettenanbieter SuperBet.
Acht Mannschaften ermitteln aktuell durch eine reguläre Saison sowie einer Meisterrunde mit den besten vier Vereinen den rumänischen Meister. Die Siegermannschaft qualifiziert sich für die UEFA Women’s Champions League. Rekordsieger ist Olimpia Cluj mit 13 Titeln.

## Meister
- 1990/91: ICIM Brașov
- 1991/92: CFR Craiova
- 1992/93: ICIM Brașov
- 1993/94: Fartec Brașov
- 1994/95: Fartec Brașov
- 1995/96: Interindustrial Oradea
- 1996/97: Motorul Oradea
- 1997/98: Motorul Oradea
- 1998/99: Conpet Ploiești
- 1999/00: Conpet Ploiești
- 2000/01: Regal București
- 2001/02: Regal București
- 2002/03: Clujana Cluj
- 2003/04: Clujana Cluj
- 2004/05: Clujana Cluj
- 2005/06: Clujana Cluj
- 2006/07: Clujana Cluj
- 2007/08: Clujana Cluj
- 2008/09: Clujana Cluj
- 2009/10: Municipal Târgu Mureș
- 2010/11: Olimpia Cluj
- 2011/12: Olimpia Cluj
- 2012/13: Olimpia Cluj
- 2013/14: Olimpia Cluj
- 2014/15: Olimpia Cluj
- 2015/16: Olimpia Cluj
- 2016/17: Olimpia Cluj
- 2017/18: Olimpia Cluj
- 2018/19: Olimpia Cluj
- 2019/20: kein Meister (Abbruch wegen der Corona-Pandemie)
- 2020/21: Olimpia Cluj
- 2021/22: Olimpia Cluj
- 2022/23: Olimpia Cluj
- 2023/24: Farul Constanța
- 2024/25: Farul Constanța